# Peter Odemwingie
Osaze Peter Odemwingie (Taskent, Üzbég Szovjet Szocialista Köztársaság, 1981. július 15. –) nigériai válogatott labdarúgó.
Orosz felmenőkkel is rendelkezik, Taskentben született. Nigériában kezdte meg pályafutását, amelyet követően több európai csapatban is játszott, többször Angliában is. A West Bromwich Albion játékosaként 30 gólt szerzett, amelynek következtében háromszor is megválasztották a hónap játékosának a Premier League-ben. Pályafutását Indonéziában fejezte be a Madura United játékosaként.
2002-ben mutatkozott be a válogatottban, 2014-es visszavonulásáig 65 alkalommal képviselte apja hazáját, további hatszor az olimpián.